# بنیامینوف
بنیامینوف (لهستانی: Beniaminów) یک روستا در لهستان است که در شرق ورشو در استان ماسوویان میان لگیونووو و نگپورنت قرار گرفته‌است. جمعیت این روستا نزدیک به ۱۹۰ نفر است و در آن بقایایی از یک دژ قرن نوزدهمی وجود دارد.
در سال ۱۹۱۷ و پس از بحران سوگند تعدادی از اعضای هنگ‌های لهستانی که از سوگند وفاداری به قیصر آلمان امتناع نمودند در این روستا زندانی شدند.

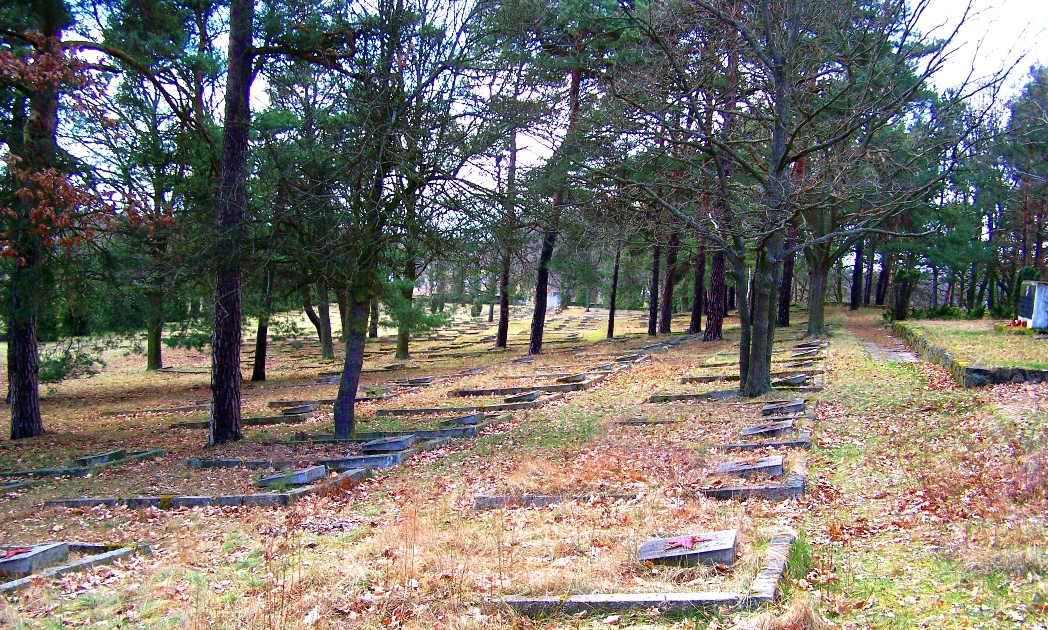
گورستان اسیران شوروی در نزدیکی بنیامینوف

طی جنگ جهانی دوم آلمان نازی از ۱۹۴۱ تا ۱۹۴۴ یک اردوگاه اسیران جنگی برای اسیران شوروی را در نزدیکی این دهکده اداره می‌کرد که در آن بیش از ۳۰ هزار نفر در اثر شرایط سخت و سوءتغذیه جان باختند.